# چاه زمزم

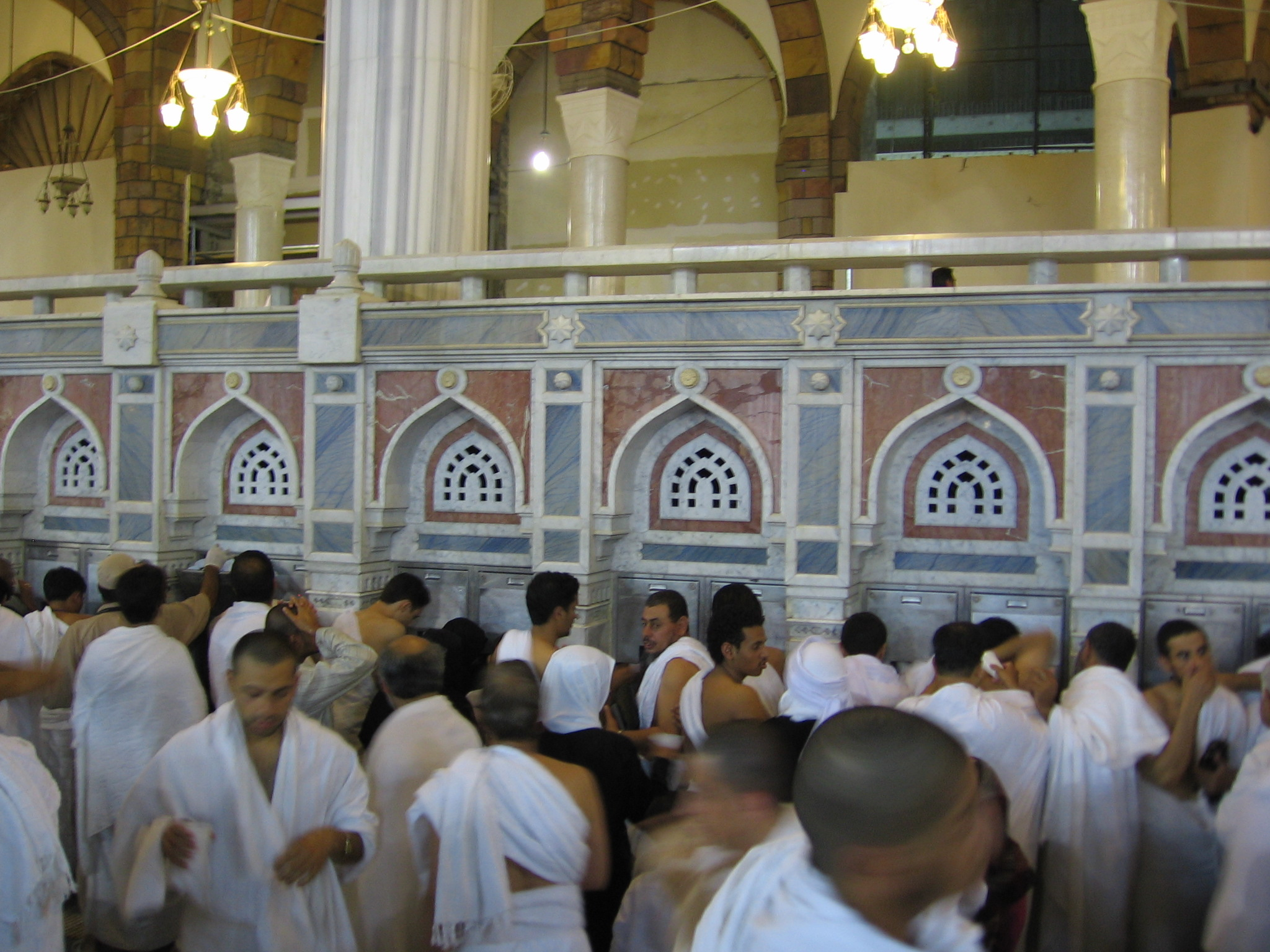

چاه زمزم چاه مقدس آبی است در مسجدالحرام واقع در شهر مکه. چاه زمزم یکی از آثار مسجد الحرام است که با نام‌های چاه اسماعیل، حفیرة عبدالمطلب، شفاء سُقم، عافیه، مَیمونه، طُعم، بَرکة، بَرّة، شناخته می‌شود در «کتاب مقدس» نام این مکان (که طبق متن کتاب مقدس یک چاه است) «بِئِر شَبَع» می‌باشد. این چاه در نزدیکی مقام ابراهیم و در هجده متری کعبه، در زیرزمین واقع است و آب آن توسط پمپ از طریق لوله‌کشی به زائرین می‌رسد. این چاه در قسمت شرقی مسجدالحرام قرار دارد و همانند دیگر مشاهد حج، از آثار ابراهیم، اسماعیل و هاجر است. به عقیده مسلمانان این چاه به صورت معجزه‌آمیزی هزاران سال پیش توسط جبرئیل در زمان ابراهیم برای نوزاد تشنه او اسماعیل به وجود آمده‌است. سالیانه میلیون‌ها نفر در زمان حج واجب یا عمره به دیدن چاه زمزم می‌روند تا از آب آن بنوشند. بر اساس قانون عربستان سعودی، آب چاه زمزم به هیچ صورت در خارج از عربستان اجازه فروش ندارد، ولی به دلیل درخواست‌های زیاد فروش آب‍های قلابی زمزم رونق خاصی دارد.

## پیرامون واژه
واژهٔ «زم» در زبان‌های اوستایی و پهلوی به معنی زمستان و سردی است. واژهٔ زمین (گاه به صورت مخفف «زمی») از همین زم ساخته شده‌است با پسوند «ین»، چراکه جوهر زمین سرد انگاشته می‌شده، و زمیک پهلوی (به معنی زمین) نیز از همان ریشه است، که در اوستایی به صورت «زم» آمده‌است.

## چگونگی به وجود آمدن
بر اساس روایات اسلامی، پس از آنکه ابراهیم به دستور خداوند، همسر و فرزندش را ترک کرد، تشنگی بر آن‌ها چیره شد، هاجر به دنبال آب میان کوه صفا و کوه مروه دوید. سرانجام جبرئیل بال یا پاشنه پای خود را بر زمین کوبید و زمزم جوشید، برای حفظ جان اسماعیل و هاجر پدیدآورد.

## تاریخچه
مدتی بعد از پدیدار شدن چاه، آثار چاه از میان رفت تا آن که عبدالمطلب بار دیگر آن را حفر نمود و از آن زمان تاکنون حاجیان از این آب بهره‌مند می‌شوند. در توسعه اخیر سالن‌های جداگانه‌ای برای زنان و مردان، در طبقه زیرزمین مطاف، در کنار چاه ساخته شده و زائران از شیرهای آبی که در آنجا نصب شده و نیز از ظرف‌های ویژه‌ای که در نقاط مختلف مسجد الحرام از آب زمزم پر می‌شود استفاده می‌کنند.
این چاه در آغاز، منبع تأمین آب مکه بود و پس از آن چاه‌های دیگری در مکه و اطراف آن ایجاد شد. عرب‌ها برای این چاه تقدس بسیار قائل بودند.
در اصل در زمان اولیه چاه زمزم دو مخزن داشت، یکی برای نوشیدن و دیگری برای شستشو. در آن زمان چاه زمزم فقط یک چاه ساده با دوری پوشیده از سنگ بود. بعد در زمان خلیفه عباسی ابوجعفر منصور (۱۴۹ هجری قمری) یک قبه کاشیکاری شده با مرمر بر روی چاه درست کردند. در سال ۱۵۳ هجری قمری، خلیفه المهدی چاه را بازسازی کرد و قبه را با استفاده از چوب درخت ساج ساخت و آن را با موزاییک پوشاند. یک گنبد چاه بر روی چاه قرار دارد و گنبدی بزرگتر اتاق زائران را می‌پوشاند. در سال ۲۱۳ هجری بازسازی بیشتری بر روی چاه صورت گرفت و در زمان خلافت معتصم گنبد آن با سنگ مرمر مزین گردید.
فهد بن عبدالعزیز در دوران پادشاهی اش دستور داد که آب زمزم از مکه به مسجد النبی در مدینه ببرند و در اختیار حجاج بگذارند تا اینکه در مسجد النبی هم مانند مسجد الحرام حجاج آب زمزم بنوشند، این عمل تا این روز هم ادامه دارد و آب زمزم از مکه به‌وسیله تانکر به مسجد النبی رسانده می‌شود.

## اهمیت
وجود این چاه و اهمیت آن برای مردم مکه سبب شده بود تا در قریش منصب «سقایت» به وجود آید. این منصب در اوان ظهور اسلام، در دست عباس عموی محمد بود.
در روایات امامان شیعه، نوشیدن از آب زمزم سفارش شده و همه مسلمانان به متبرک بودن آن باور دارند.
علی، امام اول شیعیان، گفت: «مَاءُ زَمزَمَ خَیرُ مَاءٍ عَلَی وَجهِ الأَرضِ»؛ «آب زمزم، بهترین آب روی زمین است.»
دربارهٔ اهمیت آب زمزم و فضیلت نوشیدن آن روایات زیادی نقل شده‌است. پیامبر اسلام گفته: زمزم بهترین چاه‌های دنیاست. خود او اغلب از این آب استفاده کرده و از آن می‌نوشید و در هر جا بود دستور می‌داد که اصحاب این آب را برای آشامیدن و وضو ساختن او فراهم آورند.

## در ادبیات فارسی
خاقانی شروانی شاعر سدهٔ ششم، در سفرنامهٔ پرآوازهٔ خود، چاه زمزم را این‌گونه وصف می‌کند:
| از سنگ سیه چو باز گردی   |  | زی زمزم راه در نوردی     |
| ز آنجا گذرت به زمزم افتد |  | چشمت به سواد اعظم افتد   |
| بینی ثقلین عالم خاک      |  | استاده فراز چشمه پاک     |
| همچون سگ کهف زیر ژنده    |  | لب خشک و زبان برون فکنده |
| با صفوت زمزم مطهر        |  | محتاج طهارت است کوثر     |
| میم است به شکل سین نوشته |  | یا منشار است حلقه گشته   |
| یاری ده ای حیات عالم     |  | با دلو کشان چاه زمزم     |
| دلو فلک آوری به چاهش     |  | سازی رسن از نطاق ماهش    |

## پیوندها مرتبط
- مسجد الحرام
- کعبه